# لانتارون
بلدية لانتارون (بالإسبانية: Lantarón) هي بلدية تقع في مقاطعة ألافا التابعة لإقليم الباسك شمال إسبانيا.

## الديموغرافيا
يبلغ عدد سكان بلدية لانتارون 929 نسمة عام 2011 (وفقاً للمعهد الوطني للإحصاء الإسباني).
| 829 | 924 | 974 | 966 | 964 | 982 | 929 |